# 奧斯特里夫 (沃洛季米列齊區)
51°17′21″N 25°55′21″E / 51.28917°N 25.92250°E
奧斯特里夫（烏克蘭語：Острів），是烏克蘭西北部的村莊，隸屬里夫內州的瓦拉什區。該村始建於1861年，面積12.5平方公里，海拔高度164米，2001年人口285，人口密度每平方公里22.9人。